# Zdenko Škrabalo
Zdenko Škrabalo (Zombor, 1929. augusztus 4. – Zágráb, 2014. január 12.) horvát orvos, akadémikus, egyetemi tanár és diplomata, Horvátország külügyminisztere volt.

## Élete és pályafutása
1929. augusztus 4-én született a vajdasági Zomborban. Apja a pelješaci születésű Mate Škrabalo bíró, anyja a bácskai horvát nemesi családból származó Jelena Huška Vidaković volt. A gimnázium befejezése után 1947-ben szülővárosában, Zomborban beiratkozott a Zágrábi Egyetem Orvostudományi Karára, ahol 1953-ban diplomázott,  majd 1962-ben a belső elválasztású mirigyek zavarairól írt disszertációjával doktori címet is szerzett. Számos szemináriumon vett részt Németországban. Ő alapította meg az első, a belső elválasztású mirigyek citopatológiájával foglalkozó német laboratóriumot. A Humboldt Alapítvány ösztöndíjasaként a londoni, leuveni, bostoni és torontói orvosi egyetemeken vett részt szemináriumokon. 1976-ban a Zágrábi Egyetem Orvostudományi Karának rendes tanára lett, valamint vendégoktató volt Dakka, Boston, Hamburg, Frankfurt és Valletta egyetemein.
Škrabalo az Egészségügyi Világszervezetnél a cukorbetegség kezelésével foglalkozó különböző szerveknél is dolgozott tanácsadóként. Arról nevezetes, hogy ő volt az első kutató, aki leírta a piroplazmózis parazita betegséget emberekben, későbbi kutatásai pedig a pajzsmirigy-patológiával, andrológiával és cukorbetegséggel foglalkoztak. Több mint 270 tudományos cikk szerzője,  számos horvát és nemzetközi orvosszövetség tagja volt. 1992-től a Horvát Tudományos és Művészeti Akadémia rendes tagja volt.
Škrabalo az 1990-es évek elején kezdett politizálni, 1991 és 1992 között Franjo Tuđman horvát elnök tanácsadója volt az ENSZ szakosított szervezeteivel való kapcsolattartásban. 1992-től 1993-ig külügyminiszter, majd Horvátország svájci és liechtensteini nagykövete volt (1993-1995). 1995-ben megkapta a Zágrábi Egyetem professor emeritus címét, 1996-tól 2000-ig magyarországi nagykövetként szolgált.  2000-ben nyugdíjba vonult. 2014. január 12-én Zágrábban halt meg.
Öccse, Ivo Škrabalo szintén a horvát politikában, de a Horvát Szociálliberális Pártban tevékenykedett.

## Fordítás
Ez a szócikk részben vagy egészben  a   Zdenko Škrabalo című angol Wikipédia-szócikk ezen változatának fordításán alapul.  Az eredeti cikk szerkesztőit annak laptörténete sorolja fel. Ez a jelzés csupán a megfogalmazás eredetét és a szerzői jogokat jelzi, nem szolgál a cikkben szereplő információk forrásmegjelöléseként.